# Hanny Saputra
Hanny R. Saputra, född den 11 maj 1965 i Salatiga, Jawa Tengah, Indonesien, är en indonesisk filmregissör. En av hans filmer, Under the Protection of Ka'Bah, är Indonesiens bidrag i kategorin "Bästa utländska film" till Oscarsgalan 2012. 

## Filmografi
- Virgin (2004)
- Mirror (2005)
- Heart (2006)
- Love is Cinta (2007)
- Sst... Jadikan Aku Simpanan (Sst... Make Me Your Mistress; 2010)
- Sweetheart (2010)
- Love Story (2011)
- Milli & Nathan (2011)
- Di Bawah Lindungan Kabah (Under the Protection of Ka'Bah; 2011)